# Гиллет, Аллан
Аллан Гиллет (англ. Alan Gillett; род. в 1948 году) — английский футбольный тренер.

## Биография
Родился в Кении. В качестве инструктора работал во многих федерациях футбола. В 1992 году входил в тренерский штаб английского клуба «Плимут Аргайл» и в двух матчах исполнял обязанности его наставника вместе с Гордоном Нисбетом.
Также за свою тренерскую карьеру Гиллет возглавлял сборные Йемена, Малави и Соломоновых островов. Кроме того некоторое время специалист работал с юношеской сборной Англии.